# Mark 81
Mark 81 (Mk-81) — авіаційна бомба.
Розроблена в США в 1950-х роках, застосовувалася в роки війни у В'єтнамі. Прозивалася військовими «петардою» (англ. firecracker).
Є найменшою з серії авіабомб типу «Марк 80». Має номінальну вагу 119 кг, але її фактична вага може коливатися залежно від модифікації. Корпус виготовляється з металу. Він заповнений 44 кг вибухівки.

## Розробка і використання
Розроблена для збройних сил Сполучених Штатів у 1950-х роках, ця бомба вперше була використана під час війни у В'єтнамі. Бомба складається з кованого сталевого корпусу, який містить 44 кг композиту H6, мінолу або трітоналу як вибухової речовини. Потужність Mk 81 була визнана недостатньою для тактичного використання збройними силами США, тому її швидко зняли з виробництва, хоча ліцензійні та неліцензійні копії цієї зброї донині залишаються на озброєнні в різних країнах.
Розробка високоточної варіанти бомби Mk 81 (GBU-29) була розпочата через її потенціал зменшити побічні збитки порівняно з більшими бомбами, але ця програма була скасована на користь GBU-39.

## Варіанти
- Mark 81 Snakeye, оснащена хвостовим пристроєм сповільнення (англ. tail retarding device) Mark 14 TRD, що збільшує повітряний опір бомби під час скидання. Збільшений час перебування в повітрі, разом з її (відносно) гнучким безпечним інтервалом скидання, дозволяв здійснювати дуже низькорівневі бомбардувальні рейди на меншій швидкості. Широко використовувалася у ролі близької авіаційної підтримки у В'єтнамі (до більш широкого доступу до керованих авіаційних бомб серії GBU). Отримала прізвисько "змія" (англ. snake), так як у типовому вантажі підтримки у В'єтнамі "змія і напалм" (англ. "snake and nape"): 250-фунтові бомби Mk 81 Snakeye та 500-фунтові напалмові каністри M-47.
- GBU-29 JDAM-версія Mark 81 (скасована).[1]

## Оператори
Аргентина
Аргентина використовує ці бомби для оснащення навчально-бойового літака IA-63 Pampa та IA-58 Pucará національного виробництва в місіях атак на наземні цілі та rонтрпартизанські операціях. Останній був використаний під час Фолклендської війни у місіях підтримки піхотних військ.
 Бразилія та  Італія
Обидві країни оснащують свої літаки для атаки на наземні цілі AMX International бомбою Mk-81.
 Мексика
- Повітряні сили Мексики та Військово-морські сили Мексики Mark 81 та Mark 82

 Перу
Перу володіє певною кількістю бомб та використовує їх для оснащення своїх EMB-312 Tucano.
 Португалія
A-7 Corsair II та F-16 A/B Block 15 Повітряних сил Португалії можуть бути озброєні бомбами Mk-81.

## Залучені структури
У виробництві окремих елементів авіабомб та обладнання для їх серійного виробництва були задіяні такі компанії:
- Станкове обладнання і металообробні верстати для виробництва різних деталей і вузлів авіабомб — Borg Warner Corp., Чикаго, Іллінойс;
- Корпус — U.S. Steel Corp., Пітсбург, Пенсильванія; Borg Warner Corp., Ingersoll Machine Tools, Чикаго, Іллінойс; Norris Industries, Лос-Анджелес, Каліфорнія;
- Хвостове оперення Mk 14 — Lasko Metal Products, Inc., Вест-Честер, Пенсильванія;
- Конічний хвостовик-стабілізатор — StraightLine Manufacturing Co., Корнуеллс-Гайтс, Пенсильванія.